# Aston Martin AMR-One
Aston Martin AMR-One är en sportvagnsprototyp, tillverkad av den brittiska biltillverkaren Aston Martin under 2011.

## Aston Martin AMR-One
Efter att ha samarbetat med tävlingsbilbyggaren Lola Cars International med Aston Martin DBR1-2, byggde Aston Martin en sportvagn i egen regi till säsongen 2011. Aston Martin höll fast vid bensinmotor och räknade med att Automobile Club de l'Ouests nya regler till 2011 ska minska fördelarna för Audis och Peugeots dieselbilar. Bilen visade sig vara långt ifrån färdigutvecklad och halvvägs in på säsongen drogs den tillbaka och ersattes av den äldre DBR1-2. Inför säsongen 2012 meddelade Aston Martin att man lagt ned satsningen och istället koncentrerade sig på GT-racing med Vantage-modellen.

## Tekniska data
| Tekniska data               | Aston Martin AMR-One                                   |
| --------------------------- | ------------------------------------------------------ |
| Motor:                      | Mittmonterad 6-cyl radmotor med turbo                  |
| Cylindervolym:              | 2,0 l                                                  |
| Max effekt:                 | 540 hk                                                 |
| Ventilstyrning:             | Dubbla överliggande kamaxlar, 4 ventiler per cylinder  |
| Bränslesystem:              | Direktinsprutning                                      |
| Växellåda:                  | 6-växlad halvaut                                       |
| Hjulupphängning fram & bak: | Dubbla tvärlänkar, horisontellt liggande skruvfjädrar  |
| Bromsar:                    | Skivbromsar                                            |
| Chassi & kaross:            | Självbärande kolfibermonocoque med hjälpram i stål bak |
| Hjulbas:                    | 2930 mm                                                |
| Torrvikt:                   | 900 kg                                                 |

## Tävlingsresultat
2011 blev en totalt misslyckad säsong. Efter debuten i Castellet 6-timmars, där Aston Martin slutade långt ned i fältet, valde man att hoppa över tävlingen på Spa-Francorchamps för mer tester. På Le Mans bröt bägge bilarna, varefter Aston Martin ställde in deltagandet även på Imola. Resten av säsongen körde teamet med föregångaren DBR1-2.